# Sławomir Gulbinowicz
Sławomir Gulbinowicz (ur. 15 maja 1974 w Oświęcimiu) – polski hokeista.

## Kariera
- Unia Oświęcim (1993-1994)
- STS Sanok (1994-1996)
- Stoczniowiec Gdańsk (1997-1998)
- Unia Oświęcim (1998)
- GKS Tychy (1998-1999)
- Cracovia (1999-2000)
- LHT Lublin (2013/2015)
- UKH Dębica (2016-2017)
- Ciarko KH 58 Sanok (2017-2018)

Wychowanek Unii Oświęcim. Od 19 roku życia zawodnik drużyny seniorskiej w I lidze. W sezonie 1994/1995 wypożyczony do STS Sanok. W późniejszych latach grał w barwach kilku klubów I ligi. Od 1998 ponownie zawodnik Unii. W 2004 deklarował występy w KH Sanok
Od 16. roku życia był kadrowiczem reprezentacji juniorskich Polski. W barwach reprezentacji do lat 20 wystąpił na turnieju mistrzostw świata juniorów Grupy B w 1994.
Po zakończeniu profesjonalnej kariery zawodniczej podjął występy w półamatorskich rozgrywkach II ligi edycji 2013/2014, 2014/2015 w barwach drużyny LHT Lublin. Ponadto został zawodnikiem drużyny oldbojów KH Oldboys Sanok. Od listopada 2016 zawodnik UKH Dębica w rozgrywkach I ligi edycji 2016/2017. W połowie 2017 został zawodnikiem reaktywowanego sanockiego zespołu, zgłoszonego do sezonu 2. ligi słowackiej 2017/2018.

## Osiągnięcia
Klubowe
- Brązowy medal mistrzostw Polski juniorów: 1991 z Unią Oświęcim
- Srebrny medal mistrzostw Polski juniorów: 1992 z Unią Oświęcim
- Złoty medal mistrzostw Polski juniorów: 1993 z Unią Oświęcim
- Srebrny medal mistrzostw Polski: 1994 z Unią Oświęcim

Indywidualne
- Mistrzostwa Polski juniorów 1992/1993: najlepszy obrońca sezonu